# Château de Culemborg

Le château de Culemborg est une ruine de l'ancien château situé au nord de Culemborg, dans la province néerlandaise de Gueldre. Le site où se trouvait le château sert maintenant de parc culturel historique public de la ville.

## Histoire
Le château a été fondé vers 1280 par Hubert van Beusichem (nl) et se composait d'une grande salle. Le donjon rond a été construit en 1377 sous Gérard de Culemborg (nl) et avait des murs d'environ 4,40 mètres d'épaisseur. Après l'achèvement de ce donjon, la construction d'une deuxième tour ronde avec une épaisseur de mur d'environ 5 mètres a été lancée. Les agrandissements de 1464 ont eu lieu sous la supervision du maître d'œuvre Jan van den Doem, qui avait également travaillé sur le Dom d'Utrecht. Entre 1480 et 1504, d'importants agrandissements ont eu lieu du côté ouest du bâtiment.
Finalement, le château a été créé avec un plan au sol pentagonal, composé d'une grande salle ( Hoge Sael ), d'une tour carrée, de deux tours rondes, d'une basse cour extérieure et de diverses dépendances. Le château avait des jardins et un système d'avenues bordées d'arbres.
Des soldats français ont capturé Culemborg au cours de l'année terrible (ou Rampjaar) de 1672 et ont occupé le château. Après leur départ, un an plus tard, le château était dans un état général déplorable et un incendie s'y était déclaré. Les années suivantes, le château est tombé en ruine. Le château a été en grande partie démoli en 1735 par ordre des autorités du quartier de Nimègue qui avaient acheté le comté de Culemborg en 1720. La Tour Blanche et d'autres bâtiments ont finalement été démolis en 1812.
Les vestiges des fondations qui ont émergé lors des recherches archéologiques depuis 1985 ont été mises au jour.

## Le jardin du château
La Stichting Kasteeltuin Culemborg (Fondation Jardin du château de Culemborg) a lancé des recherches archéologiques sur l'emplacement des fondations du château et a transformé le site en parc municipal culturel à caractère historique. Vu du ciel, le contour du château est toujours reconnaissable. Une grande partie des douves est toujours présente et quelques vestiges de murs sont encore visibles sur le terrain.

## Galerie

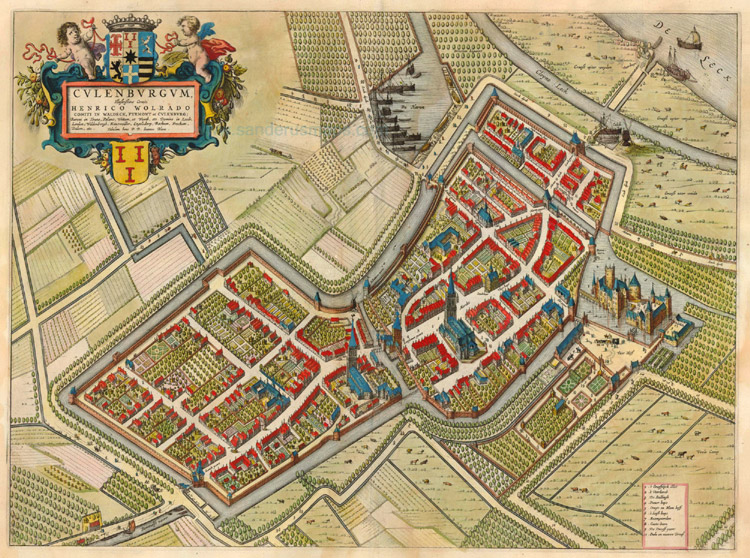
Le château sur le plan de Culemborg de 1649 par J. Blaeu
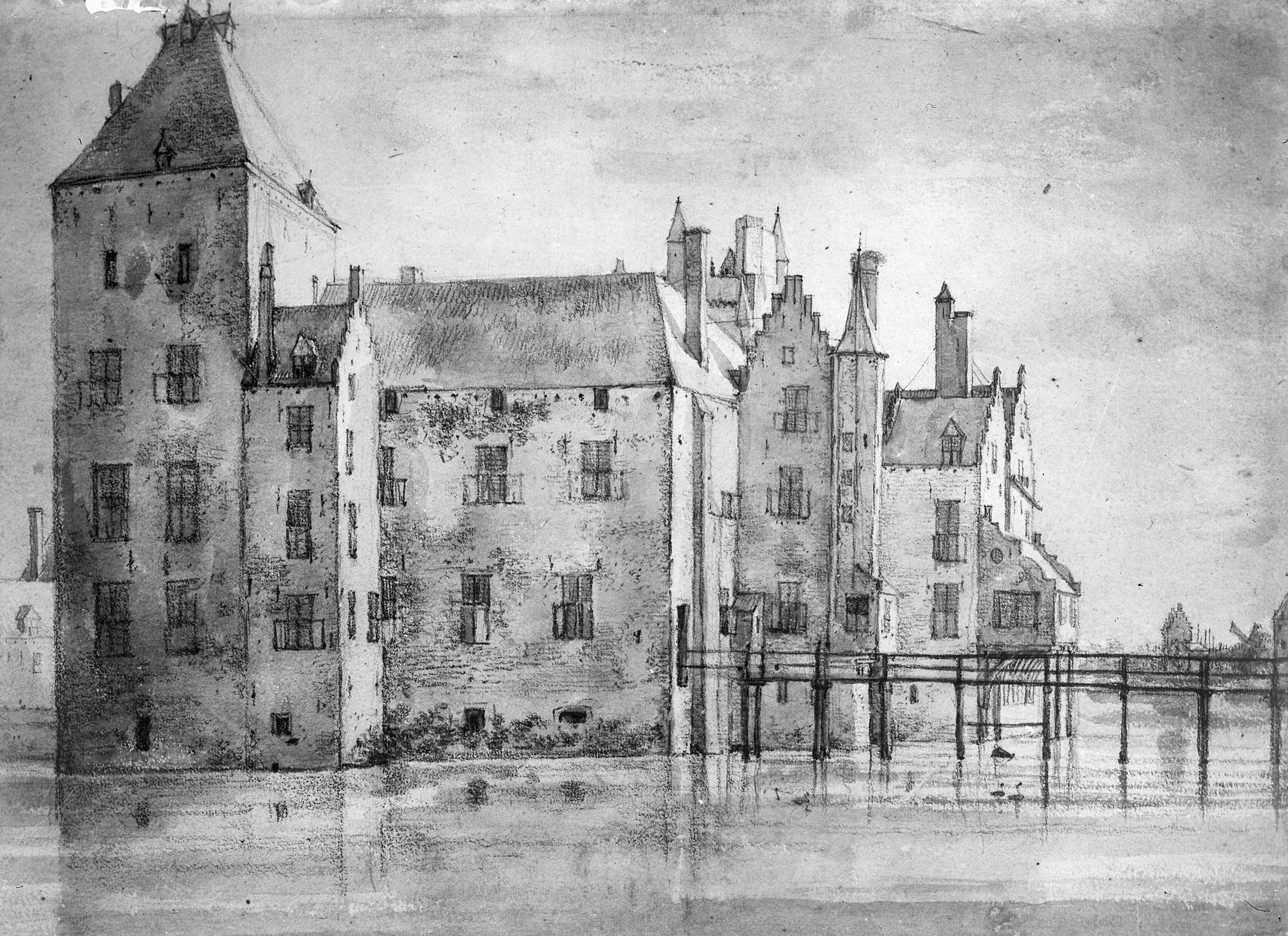
Le château au XVIIe siècle
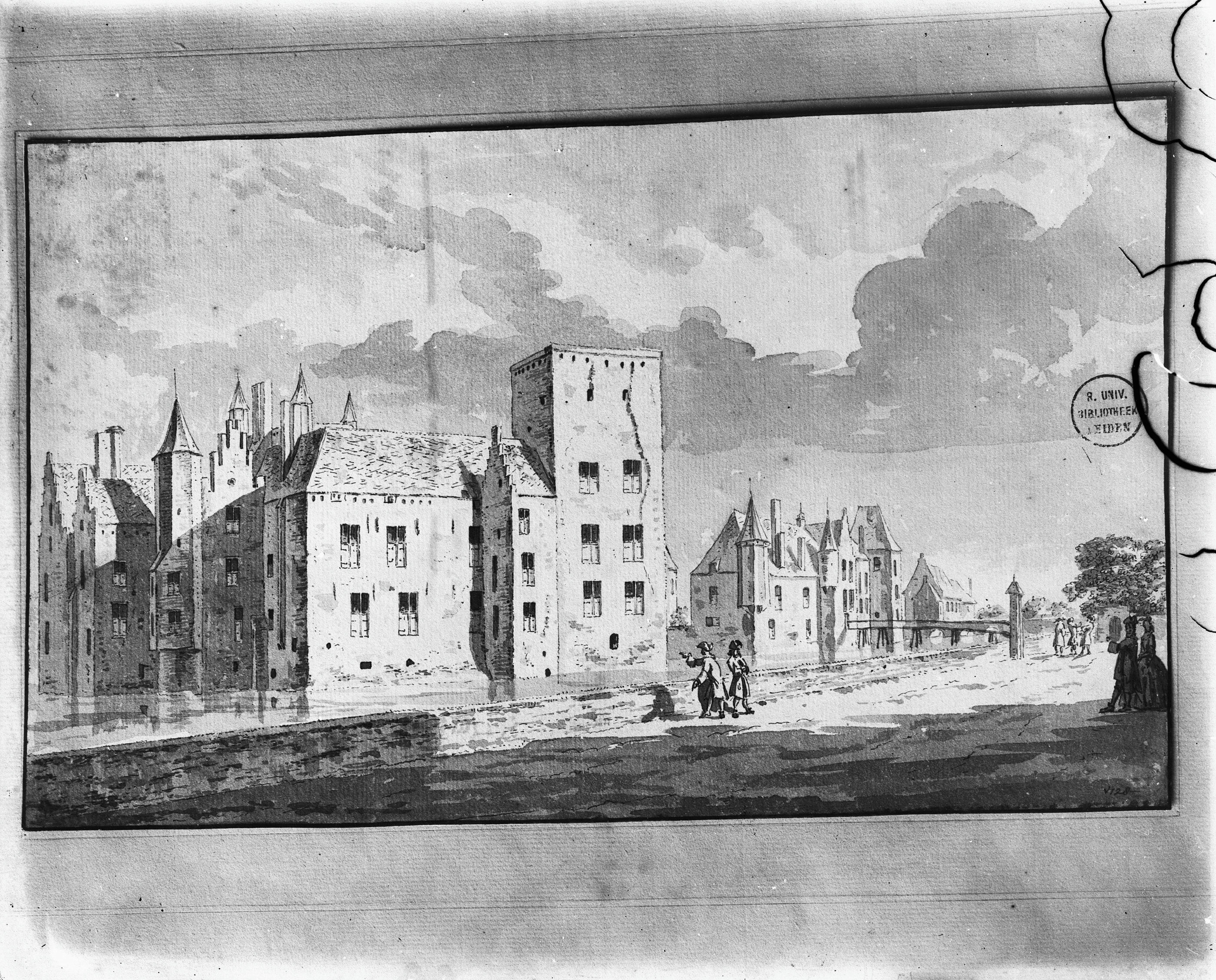
Le château au XVIIIe siècle
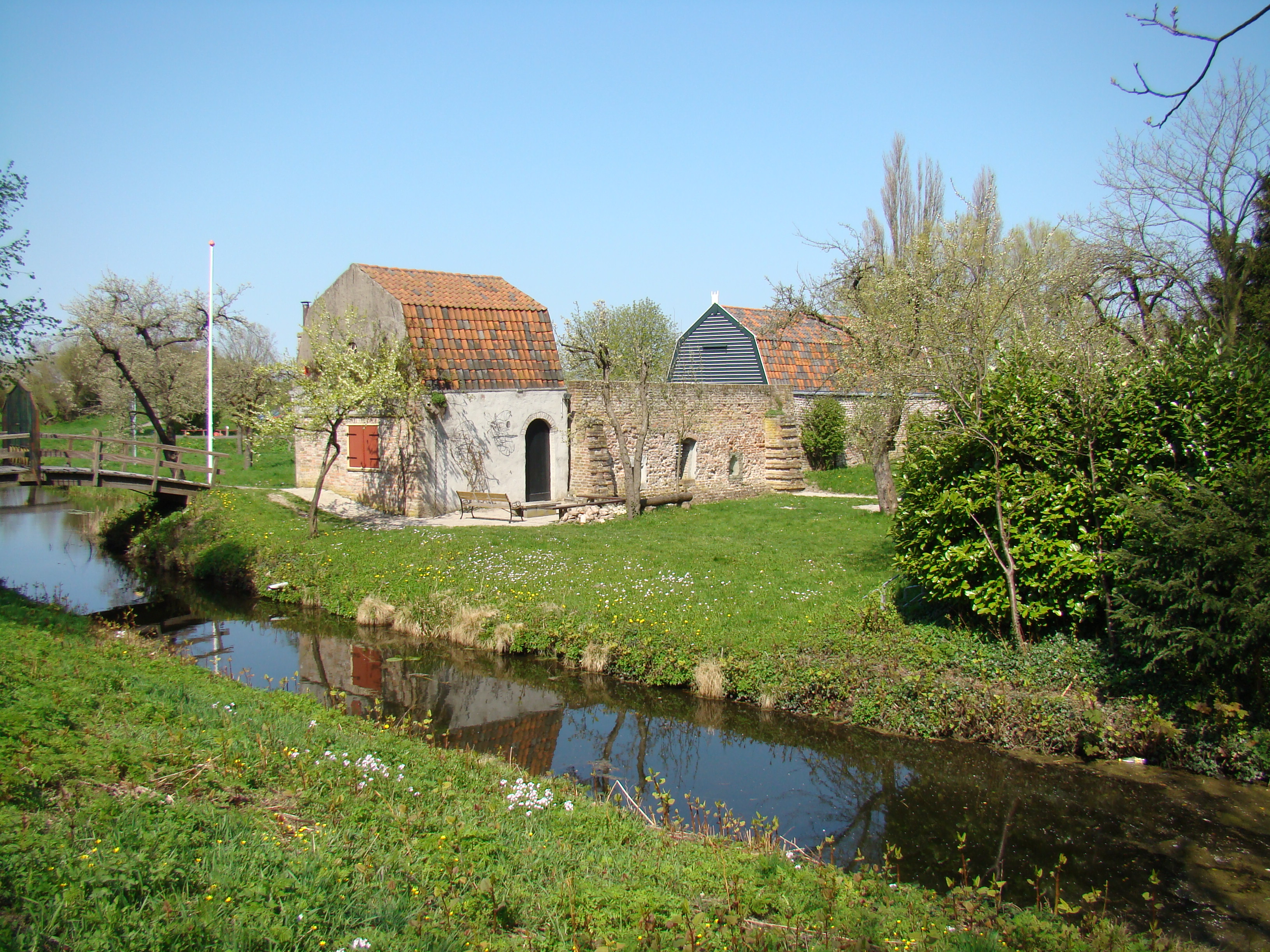
Ce qui reste du château actuellement